# Delias hypomelas
Delias hypomelas is een vlindersoort uit de familie van de Pieridae (witjes), onderfamilie Pierinae.
Delias hypomelas werd in 1907 beschreven door Rothschild & Jordan.